# Estación de Bilbao-Parque
Bilbao-Parque (en euskera Bilbao-Parke y oficialmente Bilbao-Parke/Guggenheim) fue una estación ferroviaria en superficie de la empresa pública RENFE, situada en la zona de Abandoibarra de la ciudad de Bilbao, al lado del Puente de Deusto y del Museo de Bellas Artes de Bilbao. A lo largo del tiempo, formó parte de las líneas C-1 y C-2 de Renfe Cercanías Bilbao en el BPT. Dejó de prestar servicio el 21 de noviembre de 2003, debido a la ejecución del plan de urbanización de Abandoibarra. Entre el 3 de marzo de 1999, fecha en que se cerró la estación de Bilbao-La Naja, y su clausura definitiva en 2003, fue la cabecera de la línea-lazadera C-4, establecida con carácter temporal. Posteriormente, la demanda de transporte público ferroviario en la zona fue absorbida, en su mayoría, por los apeaderos tranviarios de Guggenheim y Abandoibarra.
La estación contaba con un único acceso, por medio de escaleras, desde el Puente de Deusto. Además de ser una estación de viajeros, funcionaba como terminal de carga del Puerto de Bilbao. Era la estación más utilizada de la red de cercanías de Renfe en Bilbao, ya que la empleaban diariamente muchos estudiantes de la Universidad de Deusto y trabajadores de las oficinas de los alrededores. Además, cuando fue inaugurado el Museo Guggenheim, el número de viajeros aumentó. Entre los andenes de pasajeros y el museo se encontraba el área para el transbordo de cargas de RENFE, que fue trasladada al Puerto de Bilbao en 2002; allí se construyó una estación nueva para el transporte de mercancías, en el municipio de Santurce: la estación de Bilbao-Mercancías.

## Nombre
La estación fue llamada Bilbao-Parque por encontrarse en un extremo del Parque Casilda Iturrizar.
Tras la inauguración del museo Guggenheim, se le añadió al nombre anterior la palabra Guggenheim. En el techo del edificio de la estación, desde 1997 hasta que se clausuró, se encontraba una obra del artista José Ibarrola titulada Las sombras del Guggenheim son de colores.

## Variante Sur Ferroviaria

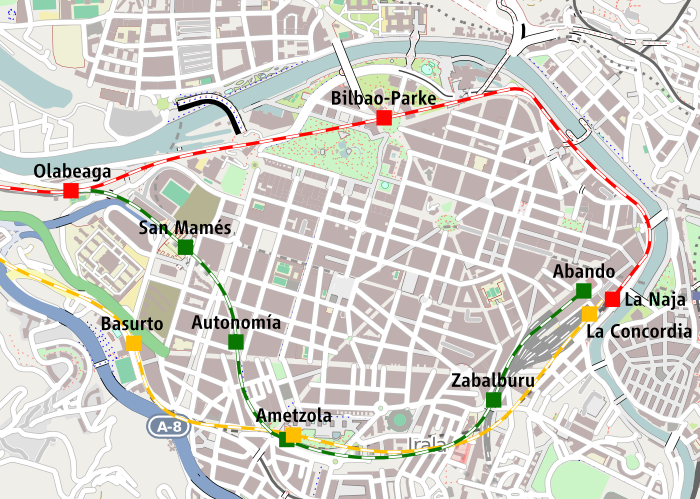
Variante Sur Ferroviaria en Bilbao.
Trazado original
Trazado tras la construcción de la Variante Sur Ferroviaria.
Trazado de Renfe Cercanías AM.

Mapa de la antigua línea C-4

Hasta el año 1999, las líneas C-1 y C-2, desde Santurce y Musques respectivamente, tenían como cabecera la estación de Bilbao-La Naja. Los trenes que circulaban en sentido Bilbao, después de pasar por la estación de Olabeaga, atravesaban la zona de Abandoibarra siguiendo la ría y llegaban a la estación de La Naja, situada bajo la estación de Bilbao-Concordia. Por otra parte, los servicios de la línea C-3 tenían como cabecera la estación de Abando.
La puesta en funcionamiento en el año 2000 de la Variante Sur Ferroviaria de Cercanías Renfe Bilbao, impulsada por la sociedad Bilbao Ría 2000, implicó la clausura del tramo entre Olabeaga y Bilbao-La Naja y la inauguración de las nuevas estaciones de San Mamés, Autonomía, Amézola y Zabalburu. La red de cercanías experimenta una importante reorganización: las líneas C-1 y C-2 se canalizan a la estación de Abando por la nueva variante y la estación de Abando se convierte así en la cabecera de todas las líneas de cercanías de Renfe.
Asimismo, se clausuró la estación de Bilbao-La Naja y se puso en marcha un servicio de lanzadera entre Olabeaga y Bilbao-Parque, la línea C-4. La estación de Bilbao-Parque fue clausurada el 21 de noviembre de 2003 junto con la línea C-4. El cierre de la línea de cercanías dejó paso a la ampliación del tranvía de Bilbao al Museo Guggenheim y a la estación de San Mamés, que entró en funcionamiento en julio de ese mismo año.
Hoy en día, al lado de donde estaba situada la antigua estación de ferrocarril se ubica la estación de Abandoibarra del tranvía de Bilbao.